# Центральная Остроботния
Центральная Остроботния (фин. Keski-Pohjanmaa, швед. Mellersta Österbotten) — провинция, расположенная на западе Финляндии и находящаяся на берегу пролива Норра-Кваркен. Провинция граничит с Остроботнией, Северной Остроботнией, 
Центральной Финляндией и Южной Остроботнией.
Административный центр - Коккола.
Ежегодно в муниципалитете Каустинен организовывают крупнейший среди стран Северной Европы фестиваль народной музыки - Kaustinen Folk Music Festival. Фестиваль состоялся впервые в июле 1968 года . Фестиваль организован Pro Kaustinen ry.

## Муниципалитеты
Центральная Остроботния состоит из 8 муниципалитетов, два из которых являются городами:
- Халсуа
- Город Каннус
- Каустинен
- Город Коккола (Карлбю)
- Лестиярви
- Перхо
- Тохолампи
- Ветели

## География
Центральная Остроботния разделена на речную зону и прибрежную зону и район Суоменселькя. На обрабатываемых землях провинции есть уникальные ландшафтные зоны с открытым полем, лесные и ветреные зоны с собственными уникальными речными долинами. Поселения сосредоточены вокруг рек и побережья. Центральная Остроботния пересекается несколькими крупными реками. Самые крупные из них - Перхоньоки , Лестекики и Калайоки. Реки в Центральной Остроботнии уже давно используются в качестве транспортных путей, на них построены  электростанции. На территории провинции находится Национальный парк Саламаярви.

## Население
Следующая таблица показывает развитие населения в провинции Центральная Остроботния каждые пять лет с 1980 года.
| Год  | Население   |
| ---- | ----------- |
| 1980 | 64 612 тыс. |
| 1985 | 67 385 тыс. |
| 1990 | 68 214 тыс. |
| 1995 | 69 539 тыс. |
| 2000 | 68 052 тыс. |
| 2005 | 67 612 тыс. |
| 2010 | 68 321 тыс. |
| 2015 | 69 032 тыс. |

## Экономика
По ВВП на душу населения в 2017 г. регион занимал 10-е место (из 19 регионов) в Финляндии с показателем 31 974 евро на человека.